# 聖馬修斯鎮區 (北卡羅萊納州韋克縣)
聖馬修斯鎮區（英語：St. Matthews Township）是位於美國北卡羅萊納州韋克縣的一個鎮區。

## 地方資料
聖馬修斯鎮區的面積為148.90平方千米，當中陸地面積為147.37平方千米，而水域面積為1.53平方千米。根據2020年美國人口普查的數據，當地共有人口82474人，而人口密度為每平方千米553.89人。